# Кливленд-стрит (линия Джамейка, Би-эм-ти)
|   |   |   |   |
| · | · | · | · |

|   |   |   |   |
| · | · | · | · |

«Кливленд-стрит» (англ. Cleveland Street) — станция Нью-Йоркского метрополитена, расположенная на линии Джамейка, Би-эм-ти. Станция находится в Бруклине, в округе Сайпресс-Хиллс, на пересечении Фултон-стрит и Кливленд-стрит. На станции останавливается маршрут J (круглосуточно). Станцию проходит без остановки маршрут Z (в часы пик в пиковом направлении).
Станция была открыта 30 мая 1893 года и представлена одной узкой островной платформой, расположенной на двухпутном участке линии. Платформа оборудована коротким навесом только в западной половине. Название станции представлено в стандартном варианте: на черных табличках с белой надписью на вывесках.
Единственный выход со станции располагается с её западного конца. Турникетный павильон располагается в помещении на платформе (своеобразном вестибюле станции). Оттуда лестница спускается под пути, лестничная площадка разветвляется на две, и в город спускаются две лестницы — к перекрёстку Фултон- и Кливленд-стрит.